# FF Волка
FF Волка (лат. FF Lupi) — одиночная переменная звезда в созвездии Волка на расстоянии (вычисленном из значения параллакса) приблизительно 11150 световых лет (около 3419 парсеков) от Солнца. Видимая звёздная величина звезды — от менее +13m до +11m.

## Характеристики
FF Волка — красная пульсирующая переменная звезда, мирида (M) спектрального класса Me. Эффективная температура — около 3383 K.